# 盧瑟 (密歇根州)
盧瑟（英語：Luther）是位於美國密歇根州萊克縣埃爾斯沃思鎮區及紐柯克鎮區的一個村。

## 人口
根據2020年美國人口普查的數據，盧瑟的面積為2.55平方千米，當中陸地面積為2.52平方千米，而水域面積為0.03平方千米。當地共有人口332人，而人口密度為每平方千米130人。